# 新潟県道44号新潟燕線
新潟県道44号新潟燕線（にいがたけんどう44ごう にいがたつばめせん）は、新潟県新潟市西区から燕市に至る県道（主要地方道）である。

## 概要
新潟市西区坂井輪地区を起点に同区黒埼地区、西蒲区潟東地区、中之口地区を経由し、燕市に至る路線である。新潟市と県央地区を結ぶ路線は、他に国道8号、北陸自動車道、国道116号などがあるが、当路線は西蒲区東部の各集落を縫うように通る。
起点の新潟市西区上新栄町から同西区役所前交差点にかけては、2011年まで新潟市道寺尾線、新潟県道382号寺尾停車場線にそれぞれ指定されていたが、国道402号の関屋・内野間の路線変更に伴って経路延長された区間である。この区間は「都市計画道路寺尾線」として1996年から整備が行われており、このうち西大通り以北の区間は旧来の市道を拡幅した他、道路自体が無かった北端の国道402号との接続部付近を新設するなどして2010年3月31日に開通した。また西大通りから西区役所前にかけての区間は以前、狭隘な単車線区間で車両のすれ違いが困難な箇所も点在していた上、JR越後線の寺尾駅西側を横断する農園踏切付近では特に平日の朝夕に渋滞が頻発していたことなどから、2車線への拡幅や踏切の改良などが行われた。
西区役所前交差点から緒立温泉入口交差点にかけては新潟県道16号新潟県道新潟亀田内野線、新潟市道大堀線、国道116号新潟西バイパス、新潟県道2号新潟寺泊線の各路線と接続している幹線道路である。このうち、亀貝交差点（亀貝橋南詰）以北の区間は、以前は2車線（片側1車線）であり、日中通して渋滞が慢性的に発生している区間であった。このため、2000年ごろから北側の区間から順次4車線に拡幅された。
新潟市西区黒鳥から燕市にかけての区間は各集落を縫うように通り、狭隘な単車線区間も各所に点在している。

### 路線データ
- 起点：新潟市西区上新栄町（国道402号交点）
- 終点：燕市秋葉町一丁目（燕橋交差点＝国道289号交点）

## 歴史
- 1993年（平成5年）5月11日 - 建設省から、県道新潟燕線が新潟燕線として主要地方道に指定される[1]。

## 路線状況

### 通称
- 都市計画道路 寺尾線
- 亀貝インター通り

### バイパス
- （新潟市西区黒鳥）
- （新潟市西蒲区称名 - 新潟市西蒲区打越）

### 重複区間
- 新潟県道382号寺尾停車場線（新潟市西区寺尾上二丁目 - 新潟市西区寺尾東二丁目）
- 新潟県道2号新潟寺泊線（新潟市西区黒鳥地内）
- 新潟県道46号新潟中央環状線（新潟市西区木場 - 新潟市西蒲区升潟）
- 新潟県道66号白根西川巻線（新潟市西蒲区五之上 地内）
- 新潟県道218号月潟西川線（新潟市西蒲区熊谷 - 新潟市西蒲区三方）
- 新潟県道250号月潟吉田線（燕市長所 - 雀森交差点）

### 道路施設
- 亀貝橋（新潟市西区）

## 地理

### 通過する自治体
- 新潟市（西区 - 西蒲区）
- 燕市

### 交差する道路
- 新潟市西区
  - 国道402号（上新栄町）

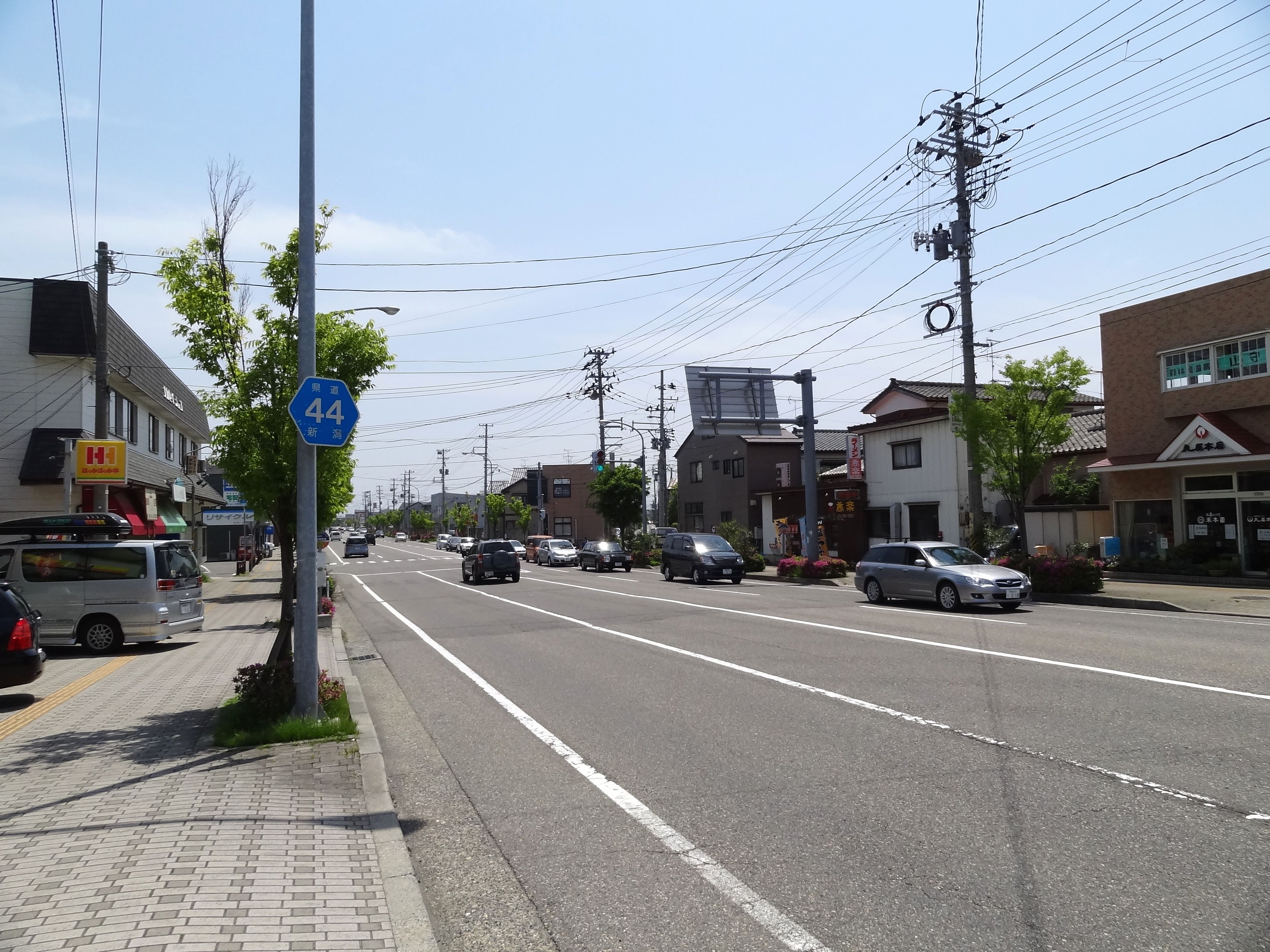
新潟市西区寺尾東付近

  - 新潟市道曽和インター信濃町線1号 西大通り（寺尾西交差点）
  - 新潟県道382号寺尾停車場線（寺尾上二丁目）
  - 新潟県道16号新潟亀田内野線・新潟県道382号寺尾停車場線（坂井輪公民館前交差点）
  - 国道116号 新潟西バイパス（重複国道289号）（亀貝IC）
  - 新潟県道2号新潟寺泊線（黒鳥交差点（緒立温泉入り口））
  - 新潟県道2号新潟寺泊線（黒鳥交差点（旧黒鳥小学校前））
  - 西蒲原広域農道1号線（黒鳥）
  - 西蒲原広域農道2号線（木場）
  - 新潟県道46号新潟中央環状線・西蒲原広域農道5号線（木場・黒埼南小学校前交差点）
  - 北陸自動車道下り線 黒埼スマートインターチェンジ（木場）
- 新潟市西蒲区
  - 新潟県道46号新潟中央環状線（升潟・貝柄西交差点）
  - 西蒲原広域農道4号線（五之上）
  - 新潟県道66号白根西川巻線（五之上地内）
  - 新潟県道218号月潟西川線（熊谷）
  - 新潟県道218号月潟西川線（三方）
  - 国道460号（茨島交差点）
  - 新潟県道379号糸郷屋白根線（道上）
  - 新潟県道9号長岡栃尾巻線（打越・四ッ郷屋地内）
  - 新潟県道55号新潟五泉間瀬線（打越交差点）
- 燕市
  - 新潟県道250号月潟吉田線（長所）
  - 新潟県道250号月潟吉田線・新潟県道383号佐渡山巻線（雀森交差点）
  - 新潟県道127号新津茨曽根燕線（松橋交差点）
  - 新潟県道161号燕停車場線（中央通2・3交差点）
  - 新潟県道153号燕白根線（中央橋交差点）
  - 国道289号・新潟県道18号燕地蔵堂線（燕橋交差点）